# Le Dernier Vol de Lancaster

Le Dernier Vol de Lancaster est le titre d'un roman de Sylvain Estibal paru en 2003.
Dans une note à la fin de l'ouvrage, l'auteur indique que « ce livre n'est ni un récit, ni une fiction ». Les extraits du carnet de Bill Lancaster sont transcrits fidèlement, ainsi que certains témoignages, mais le reste relève de la fiction. Le livre est qualifié de « roman-reportage ».

## Résumé

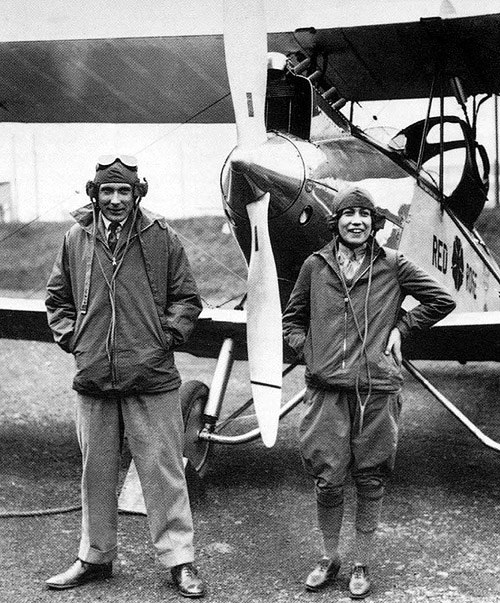
Bill Lancaster et Chubbie Miller vers 1928.

Ce roman retrace les derniers jours du pilote Bill Lancaster, parti d’Angleterre en avril 1933 pour tenter de battre un record en vol solo jusqu’au Cap en Afrique du Sud.
Quand il se retrouve en plein cœur du Sahara, son avion perd de l’altitude et s’écrase dans l’immense désert. Le capitaine Lancaster survit, mais son avion est entièrement détruit. Il décide de ne pas bouger et d’attendre des secours. L'histoire se déroule à ses côtés, mais aussi aux côtés de ses proches et parmi eux notamment Chubbie Miller, sa fiancée, qui va tenter de le retrouver après que les militaires français et anglais auront décidé d’abandonner les recherches. Chubbie Miller sera contrainte de le retrouver à dos de chameau et avec l’aide d’un militaire français pris de compassion pour elle. Six semaines après que l’avion du Capitaine Lancaster s'est écrasé, le lieutenant français et Chubbie Miller mettant leur vie en péril sont obligés d'abandonner à leur tour, sachant qu’il n’y a plus aucun espoir. Après des semaines de marche dans des conditions extrêmes, le jour comme la nuit et leur stock d’eau épuisé, Chubbie Miller est atteinte d’une fièvre qui l’empêche de se relever. Le lieutenant français continue alors tout seul.
Tout laisse à penser qu'ils périront tous les deux dans le désert.
Vingt-neuf ans plus tard, en 1962, la carcasse de l’appareil est découverte par une patrouille de militaires, découvrant alors le corps momifié du capitaine Bill Lancaster, ainsi que les lettres qu’il a écrites pendant les derniers jours qu’il lui restait à vivre.

## Adaptation
Ce roman fait l'objet d'une adaptation cinématographique sous le titre Le Dernier Vol. Réalisé par Karim Dridi et tourné au Maroc, le film est sorti 2009 avec pour interprètes principaux Marion Cotillard et Guillaume Canet.